# Veine brachiocéphalique

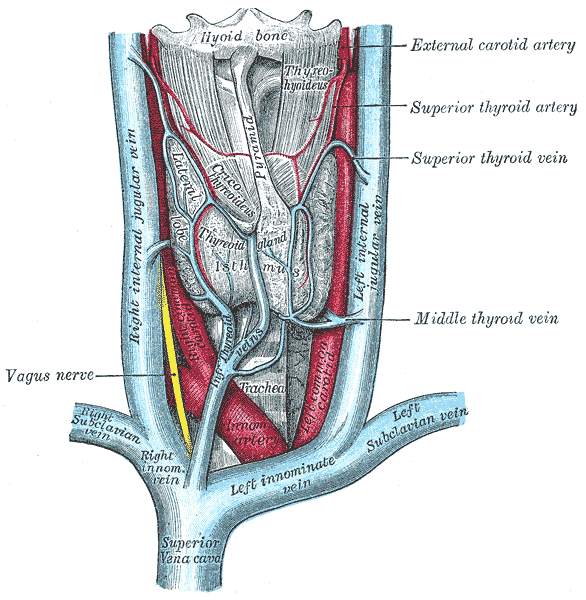

Les veines brachiocéphaliques droite et gauche, ou veines innominées, ou encore troncs veineux brachiocéphaliques, sont situées dans le haut du thorax et sont formées de la réunion (ou confluent veineux jugulo-subclavier) de chaque veine jugulaire interne (qui draine le sang veineux en provenance de l’encéphale entre autres) et veine subclavière (qui draine le sang veineux du membre supérieur) correspondante. Ces vaisseaux sont des troncs courts et volumineux qui fusionnent pour former la veine cave supérieure. Cette dernière étant davantage située vers la droite, la veine brachiocéphalique gauche est un peu plus longue (6,5 cm de long) et plus horizontale que la veine brachiocéphalique droite (2,5 cm de long) qui est plus inclinée vers le bas.